# جامعة إستروبولتان
جامعة إستروبولتان (بالسلوفاكية: Universitas Istropolitana)‏ كانت الجامعة الثالثة التي تم العثور عليها في مملكة المجر وأول جامعة تم تأسيسها في إقليم سلوفاكيا الحالية، على الرغم من وجودها القصير (1465–1491)، فإنها تبرز بشكل بارز في التأريخ السلوفاكي.

## الاسم
كلمة "Istropolitana" مأخوذة من الاسم اليوناني القديم لبراتيسلافا، Istropolis، والتي تعني «دانوب».

## التاريخ
أسسها بولس الثاني عام 1465 بناء على طلب الملك المجري ماتياس كورفينوس.
كانت الجامعة الوحيدة في مملكة المجر في ذلك الوقت، على الرغم من أنها ليست الأولى تاريخيًا في المملكة.
قام العديد من المحاضرين المعروفين من النمسا وإيطاليا وأماكن أخرى بالتدريس في المدرسة، مثل جانوس فيتيس، غاليوتو مارزيو.
عمل ريغيومونتانوس، كرئيس للرياضيات بينما كان منجم المحكمة لـ مارسين بلييكا [الإنجليزية]، كرسيًا في علم التنجيم منذ بداية الجامعة.
توقفت الجامعة عن الوجود حوالي عام 1490 بعد وفاة ماتياس كورفينوس.

## بناء وتأسيس الجامعة
عندما توفي مواطن محلي ثري جميتل في عام 1467 وأصبحت عقاراته ملكًا للملك، قرر الملك ماتياس كورفينوس استخدامها لإيواء الجامعة التي تم إنشاؤها.
لا يزال مبنى جامعة عصر النهضة قائمًا في براتيسلافا، ويضم حاليًا أكاديمية الفنون المسرحية في براتيسلافا، الواقعة في شارع Ventúrska 3.